# Babouin
 (décembre 2023).
Si vous disposez d'ouvrages ou d'articles de référence ou si vous connaissez des sites web de qualité traitant du thème abordé ici, merci de compléter l'article en donnant les références utiles à sa vérifiabilité et en les liant à la section « Notes et références ».
 (décembre 2023).
La mise en forme du texte ne suit pas les recommandations de Wikipédia : il faut le « wikifier ».
Les points d'amélioration suivants sont les cas les plus fréquents. Le détail des points à revoir est peut-être précisé sur la page de discussion.
- Les titres sont pré-formatés par le logiciel. Ils ne sont ni en capitales, ni en gras.
- Le texte ne doit pas être écrit en capitales (les noms de famille non plus), ni en gras, ni en italique, ni en « petit »…
- Le gras n'est utilisé que pour surligner le titre de l'article dans l'introduction, une seule fois.
- L'italique est rarement utilisé : mots en langue étrangère, titres d'œuvres, noms de bateaux, etc.
- Les citations ne sont pas en italique mais en corps de texte normal. Elles sont entourées par des guillemets français : « et ».
- Les listes à puces sont à éviter, des paragraphes rédigés étant largement préférés. Les tableaux sont à réserver à la présentation de données structurées (résultats, etc.).
- Les appels de note de bas de page (petits chiffres en exposant, introduits par l'outil «  Source ») sont à placer entre la fin de phrase et le point final[comme ça].
- Les liens internes (vers d'autres articles de Wikipédia) sont à choisir avec parcimonie. Créez des liens vers des articles approfondissant le sujet. Les termes génériques sans rapport avec le sujet sont à éviter, ainsi que les répétitions de liens vers un même terme.
- Les liens externes sont à placer uniquement dans une section « Liens externes », à la fin de l'article. Ces liens sont à choisir avec parcimonie suivant les règles définies. Si un lien sert de source à l'article, son insertion dans le texte est à faire par les notes de bas de page.
- La présentation des références doit suivre les conventions bibliographiques. Il est recommandé d'utiliser les modèles {{Ouvrage}}, {{Chapitre}}, {{Article}}, {{Lien web}} et/ou {{Bibliographie}}. Le mode d'édition visuel peut mettre en forme automatiquement les références.
- Insérer une infobox (cadre d'informations à droite) n'est pas obligatoire pour parachever la mise en page.

Pour une aide détaillée, merci de consulter Aide:Wikification.
Si vous pensez que ces points ont été résolus, vous pouvez retirer ce bandeau et améliorer la mise en forme d'un autre article.
Papio · Papions, Cynocéphales
Pour les articles homonymes, voir Babouin (hiéroglyphe égyptien E32) et Guillaume Babouin.
Pour les articles homonymes, voir Papion (homonymie), cynocéphale et Cynocephalus.
Genre
Statut de conservation UICN

NT : Quasi menacé
Les Babouins (Papio) forment un genre de singes cynocéphales (signifiant « qui a une tête de chien ») de la famille des cercopithécidés répandus en Afrique subsaharienne et au sud de la péninsule Arabique. Ils sont reconnaissables à leur nez allongé et à leurs lèvres proéminentes.

## Nom et étymologie
Écrit babouin ou baboin, ce terme d'ancien français est usité dès le XIIIe siècle pour désigner un sot, un nigaud, un enfant mal élevé ou un homme ou un vieillard au physique atypique ou laid. Ce terme est plus rarement utilisé pour désigner un épouvantail. Depuis le milieu du XIIIe siècle, il sert également à désigner un singe caractérisé par de grosses lèvres proéminentes,.
Le mot est repris par Georges-Louis Leclerc, comte de Buffon, pour nommer le singe cynocéphale dans son Histoire naturelle. Il était alors en conflit avec une famille de banquiers lyonnais du nom de Baboin qui lui avait prêté de l'argent pour la construction de ses forges dans la ville de Buffon.
Ruiné par un escroc à qui il avait confié la gestion de cette affaire et qui s'était enfui avec la caisse, Buffon aura de nombreux démêlés avec ses bailleurs de fonds et en particulier avec la famille Baboin, cette dernière lui intentant même un procès.
La rédaction de son Histoire naturelle, dont il est en train d'achever les derniers volumes, lui permet de s'offrir une petite vengeance à l'égard de ses créanciers plaideurs : il nomme babouin le cynocéphale et fait une description peu flatteuse de l'animal.

## Description - dimension et apparence
La taille et le poids des babouins varient suivant les espèces. Ils pèsent de 14 à 40 kg et mesurent entre 50 et 115 cm. Les femelles sont deux fois plus petites que les mâles,. Les babouins sont caractérisés par un long museau nu, gros et très allongé, semblable à celui du chien, d'où leur ancien nom de cynocéphales, ainsi que de larges joues. Certains babouins ont des espaces de peau nue sur la face, sur la poitrine ou le postérieur, où ils exhibent les couleurs les plus vives : rouge, bleu ou violacé,. Les babouins présentent un dimorphisme sexuel (taille, couleur et/ou taille des canines variant suivant le sexe de l'individu). 
L'espérance de vie avoisine les 20 ans, mais le double peut être atteint en captivité.[réf. nécessaire]

## Comportement et écologie

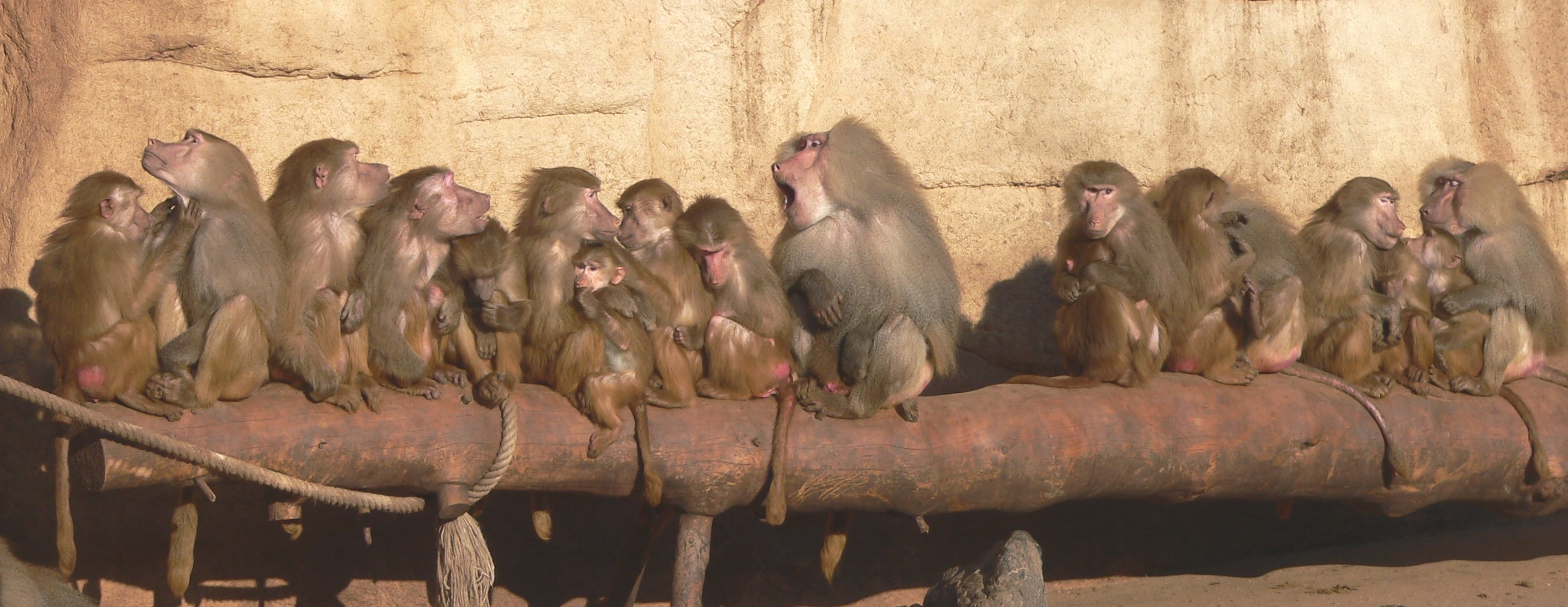
Un mâle et sa troupe (P. hamadryas).

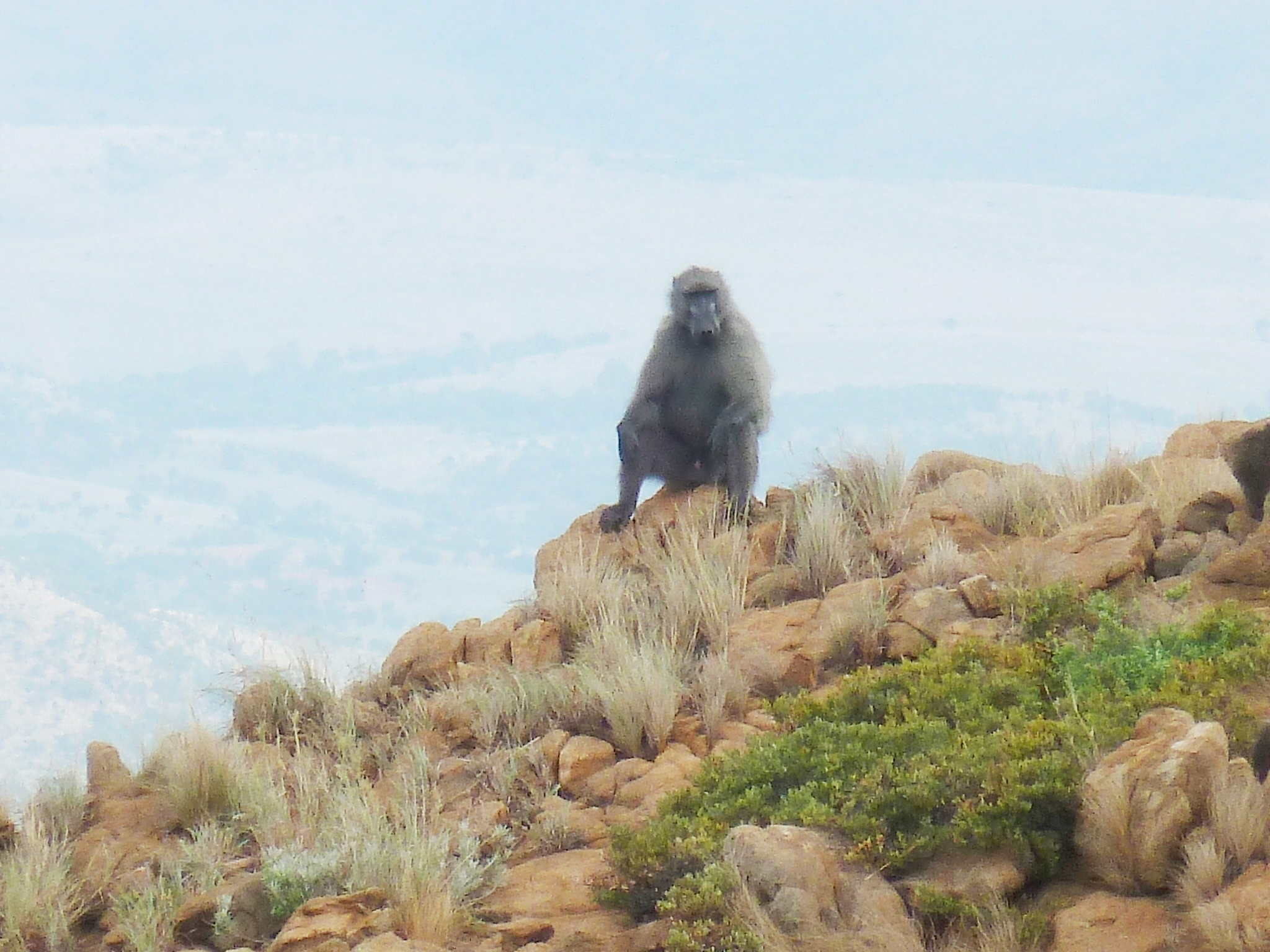
Un babouin en position de sentinelle.

### Organisation
Les babouins vivent en groupes hiérarchisés de 5 à 250 animaux (le plus souvent autour de 50 individus) dont la taille varie en fonction des circonstances, de l’espèce ou de l’époque de l’année.
La structure des groupes multimâles-multifemelles est très variable au sein de l’espèce hamadryas et des espèces proches (parfois collectivement dénommés « babouins de savane »). Les babouins hamadryas vivent en grands groupes comprenant plusieurs petits harems (un mâle pour environ 4 femelles). Les femelles intègrent le harem avant leur maturité sexuelle. Les groupes intègrent aussi de jeunes mâles, écartés de la reproduction tant que le mâle dominant est présent dans le groupe.
Dans les autres espèces, les groupes sont structurés par une hiérarchie entre matrilignes (les filles d’une même mère) qui n’est jamais remise en cause. Les filles héritent du rang de leur mère. Le statut de dominant chez les mâles est, quant à lui, acquis pour une période variable et le mâle dominant perd régulièrement ce rang du fait d'autres individus, généralement plus jeunes.
Les relations de dominance s’expriment par communication vocale. Les babouins montrent plus d’intérêt pour les confrontations entre membres de différentes familles et pour les offensives menées par des individus de bas rang que pour les confrontations entre membres de la même famille ou les offensives menées par des individus de haut rang, car elles sont plus susceptibles d’affecter la hiérarchie de la troupe.
Dans les harems de babouins hamadryas, les mâles surveillent leurs femelles, au point de les agresser si elles s’éloignent trop. Certains mâles arrivent également à s’approprier des femelles à partir d’autres harems.
Les comportements d’accouplement varient beaucoup en fonction de la structure sociale du groupe. Dans les groupes de babouins de savane, un mâle peut s’accoupler avec n’importe quelle femelle. La priorité d’accès aux femelles est déterminée partiellement par le rang social du mâle. Des combats entre mâles pour l’accès aux femelles peuvent avoir lieu.
Il existe néanmoins plusieurs possibilités : certains mâles essayent de s’attirer l’amitié des femelles en les épouillant, les aidant dans les soins aux jeunes ou leur apportant de la nourriture.
La femelle initie l’accouplement en présentant sa croupe gonflée par l’œstrus au mâle. Néanmoins présenter sa croupe est aussi un signe de soumission et peut-être effectué aussi par les mâles. De faux accouplements entre mâles peuvent également faire suite à ce comportement pour symboliser la dominance.
Les femelles donnent naissance en moyenne à un petit par an. À la naissance le babouin pèse en moyenne 1 kg et ses poils sont noirs. Les femelles sont les principaux individus à s’occuper des jeunes. Les jeunes sont sevrés au bout d’un an et atteignent la maturité sexuelle entre 5 et 8 ans. Les mâles quittent généralement leur groupe natal avant la maturité sexuelle tandis que les femelles restent dans leur groupe de naissance (elles sont « philopatriques »).
Dans la péninsule arabique, où les chiens et chats vivent à l'écart de la société humaine, un nouveau comportement aurait été observé : les babouins adopteraient des chiens et des chats.

### Reproduction

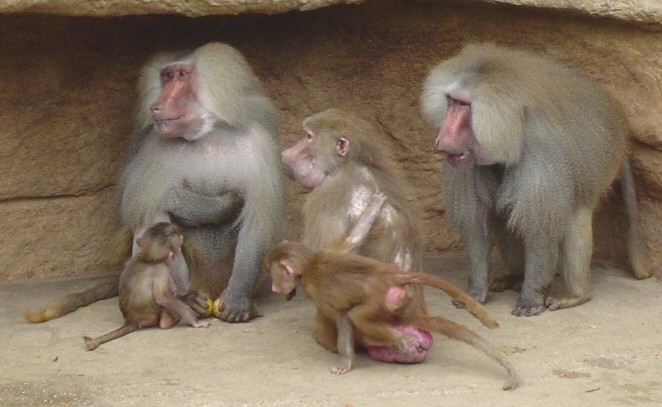
Petit groupe de Papio hamadryas.

La maturation sexuelle (âge à la ménarche et à la première grossesse) et l’âge lors de l’accession au premier rang social des femelles est diminué par le rang social de la mère et la présence d’apparentés à la mère, à la fois directement et indirectement (en accélérant la croissance). La même chose est vraie pour les mâles pour la maturation sexuelle mais pas pour l’âge au premier accouplement (événement fortement influencé par la disponibilité en femelles),.
Les mâles de haut rang ont un accès plus important aux femelles que les mâles de bas rang et ont une descendance plus importante. Leur stratégie est de garder les femelles fertiles (l’œstrus est très facilement identifiable grâce au gonflement de la vulve) jusqu’à ce qu’elles acceptent la copulation. Le mâle dominant étant incapable de surveiller plus d’une femelle, les opportunités de succès des autres mâles dépendent du nombre de femelles ayant leur œstrus au même moment. Il est cependant difficile de garder la femelle continuellement, notamment lors des repas ou des attaques de compétiteurs et garder la femelle est épuisant pour le mâle qui, si la femelle n’est pas fertile, risque de ne pas pouvoir garder la femelle suivante. Les mâles pourraient éventuellement être capables de faire la différence entre cycles fertiles et cycles non-fertiles (70 % des cycles sont non fertiles chez les babouins) mais seuls les mâles dominants peuvent se permettre de s’accoupler préférentiellement avec les femelles fertiles. Le principal stratagème des mâles pour sélectionner les femelles fertiles est d’éviter de s’accoupler avec les adolescentes. Les mâles de rang inférieur peuvent choisir de s’accoupler en se cachant du mâle dominant (ce serait plus le fait de mâles subadultes qu’adultes). La réussite de cette stratégie dépend aussi des possibilités de se cacher du groupe (forêt ou savane), mais elle est généralement peu efficace comparée à la garde de la femelle,.
Même si le premier facteur d’accès aux femelles est la capacité à se battre, il ne faut pas oublier d’autres stratégies : se lier d’amitié avec les femelles, créer des coalitions de mâles pour détourner le mâle dominant, tuer la descendance de ses rivaux, choisir les femelles les plus fécondes, et même prendre soin de sa progéniture,.

### Communication
Les formes de communication sont variées : transmission de signaux au moyen de la queue, la posture, les cris et les jappements. 

### Distribution et habitat

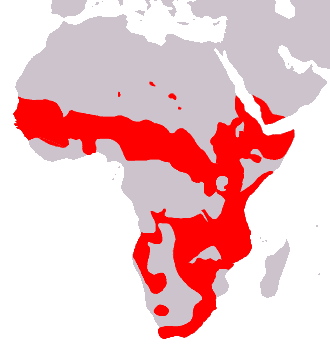
Aire de répartition du genre Papio.

Les babouins vivent dans les savanes, les forêts ou des environnements rocheux, couvrant une large aire de l'Afrique (allant de l'Afrique centrale à l'Afrique du Sud). Ils peuvent également être retrouvés au Moyen-Orient (en Arabie plus précisément),.

## Classification et taxinomie

Crâne Papio hamadryas cynocephalus - Muséum de Toulouse.

La systématique des babouins soulève de nombreuses difficultés. En effet, les diverses espèces occupent des aires géographiques voisines et l'hybridation entre deux espèces voisines est fréquente, de sorte qu'un certain nombre de spécialistes ne considèrent qu'une seule espèce, Papio hamadryas, les divers représentants du genre Papio n'en étant que des sous-espèces.

### Liste des espèces et sous-espèces
Selon la troisième édition de Mammal Species of the World de 2005 :
- Papio hamadryas (Linnaeus, 1758) — Babouin hamadryas[14], Hamadryas[14],[15], Hamadryade[14], Cynocéphale hamadryade[14], Cynocéphale papion[14], Papion à perruque[14], Tartarin[15]
- Papio cynocephalus (Linnaeus, 1766) — Babouin jaune[14],[15], Babouin cynocéphale[14],[15]
  - sous-espèce Papio cynocephalus cynocephalus
  - sous-espèce Papio cynocephalus ibeanus
  - sous-espèce Papio cynocephalus kindae (Babouin de Kinda)
- Papio ursinus (Kerr, 1792) — Chacma[14],[15], Babouin chacma[14],[15]
  - sous-espèce Papio ursinus ursinus
  - sous-espèce Papio ursinus griseipes
  - sous-espèce Papio ursinus ruacana
- Papio papio (Desmarest, 1820) — Babouin de Guinée[14],[15]
- Papio anubis (Lesson, 1827) — Babouin doguéra[15], Babouin olive[14], Babouin vert-olive[15], Papion anubis[14],[15], Babouin du Kenya[14]

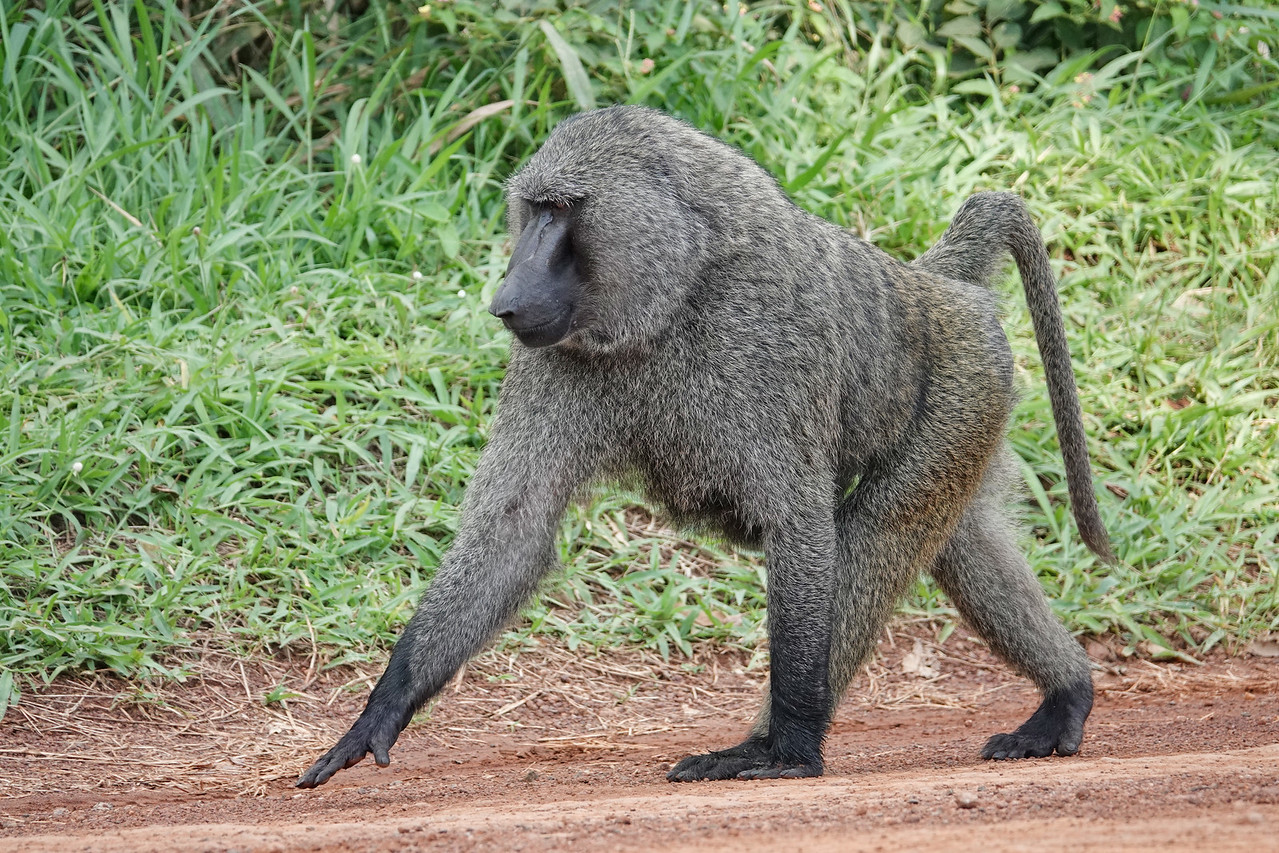
Papio anubis
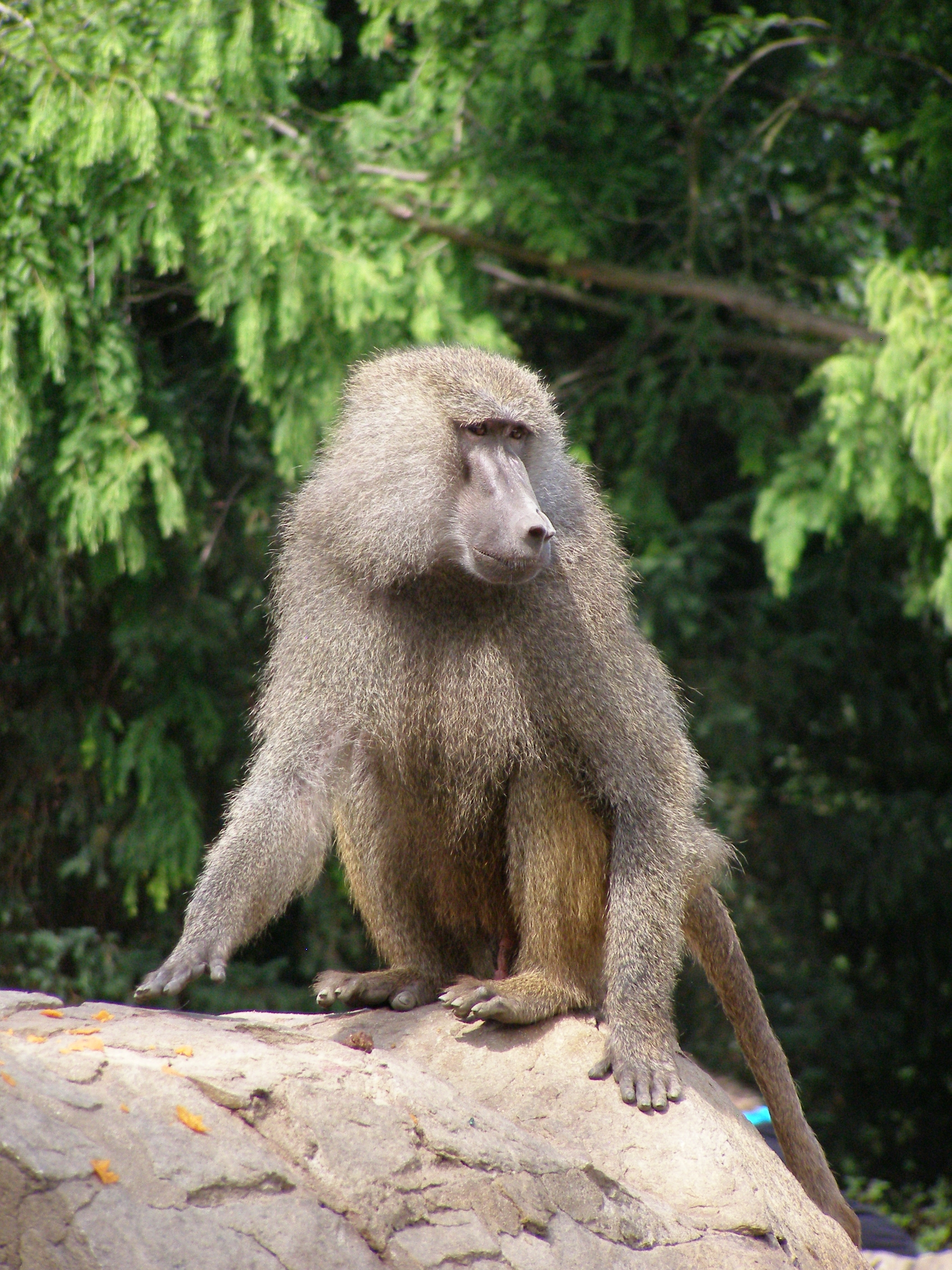
Papio cynocephalus
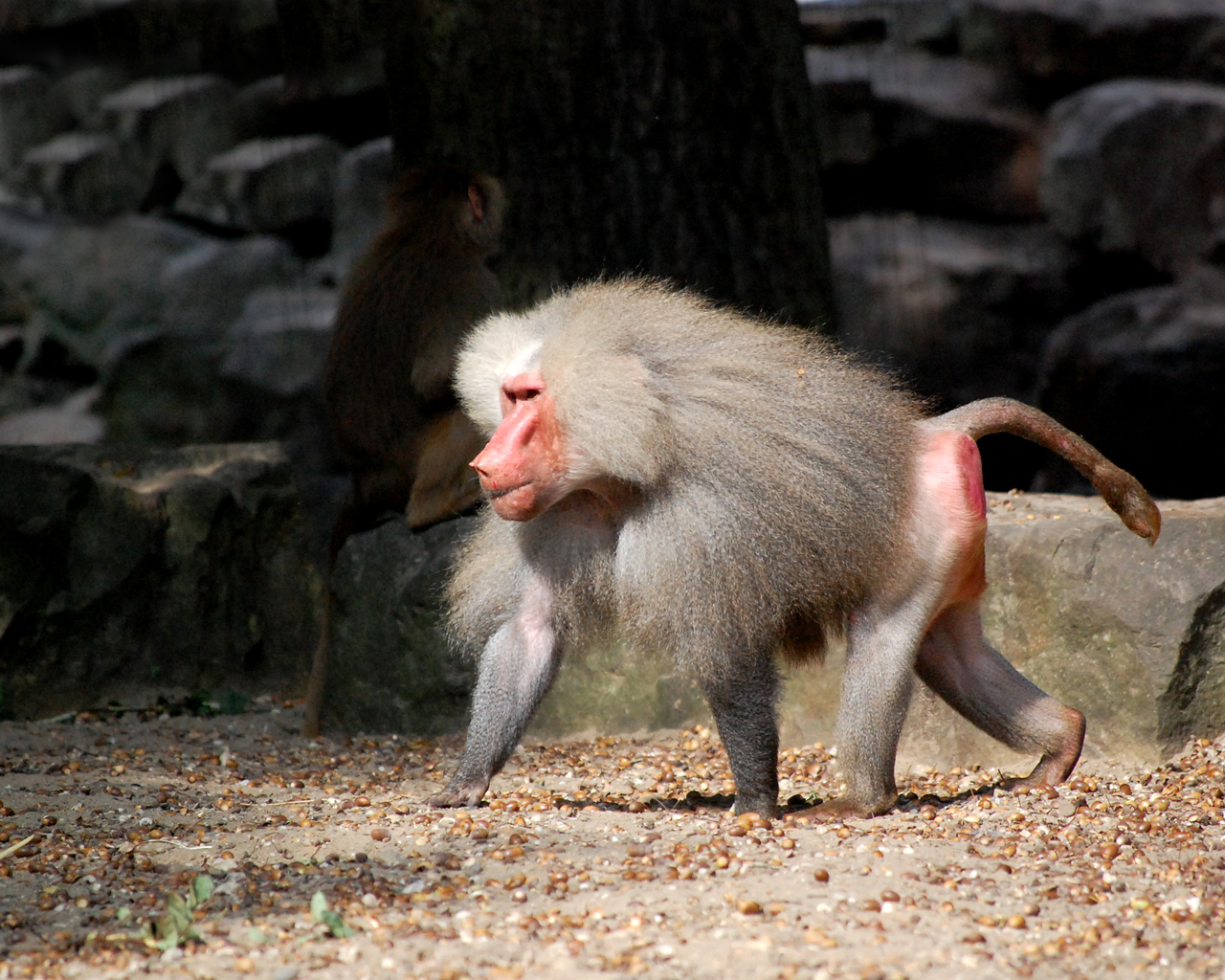
Papio hamadryas
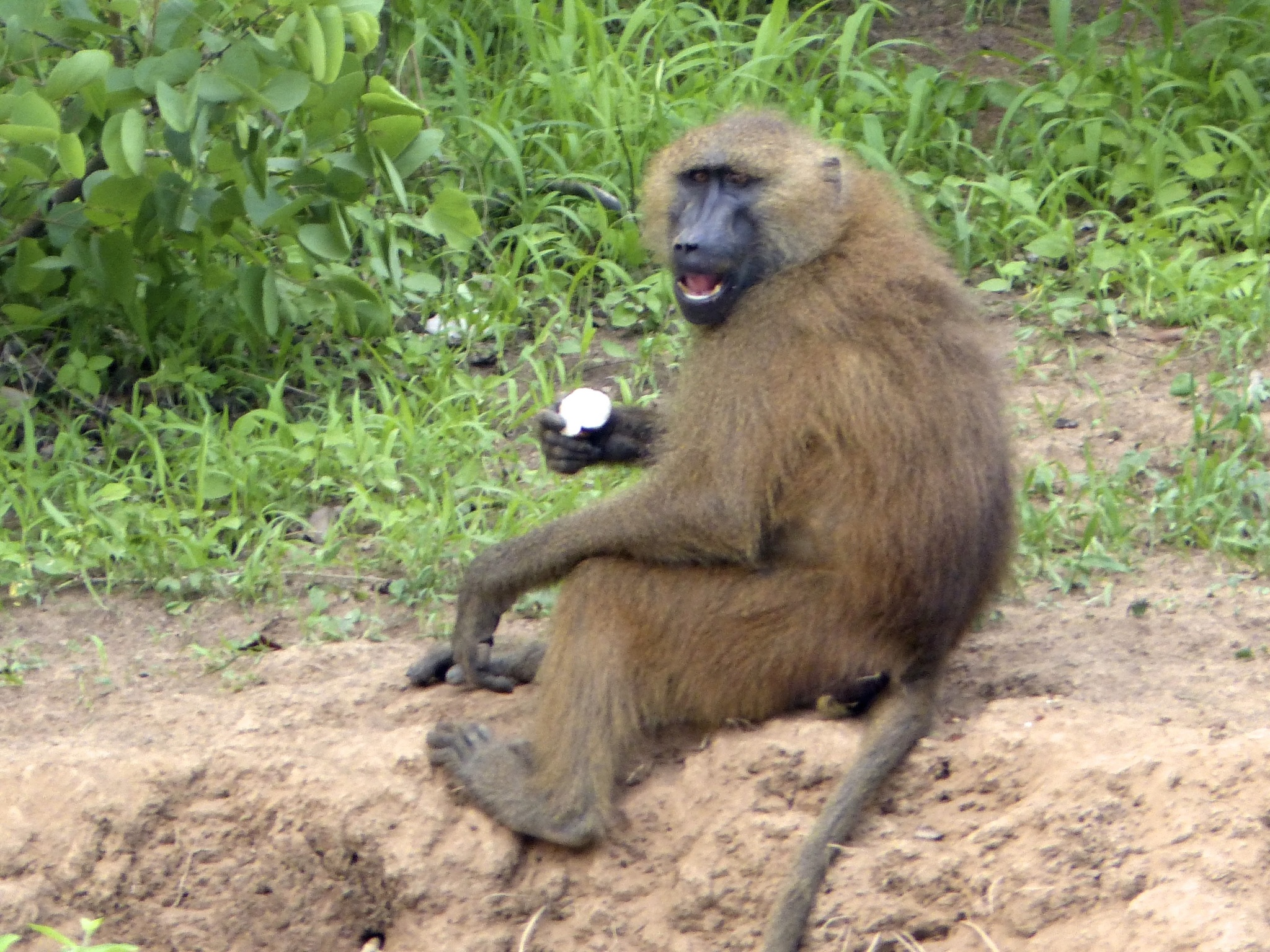
Papio papio
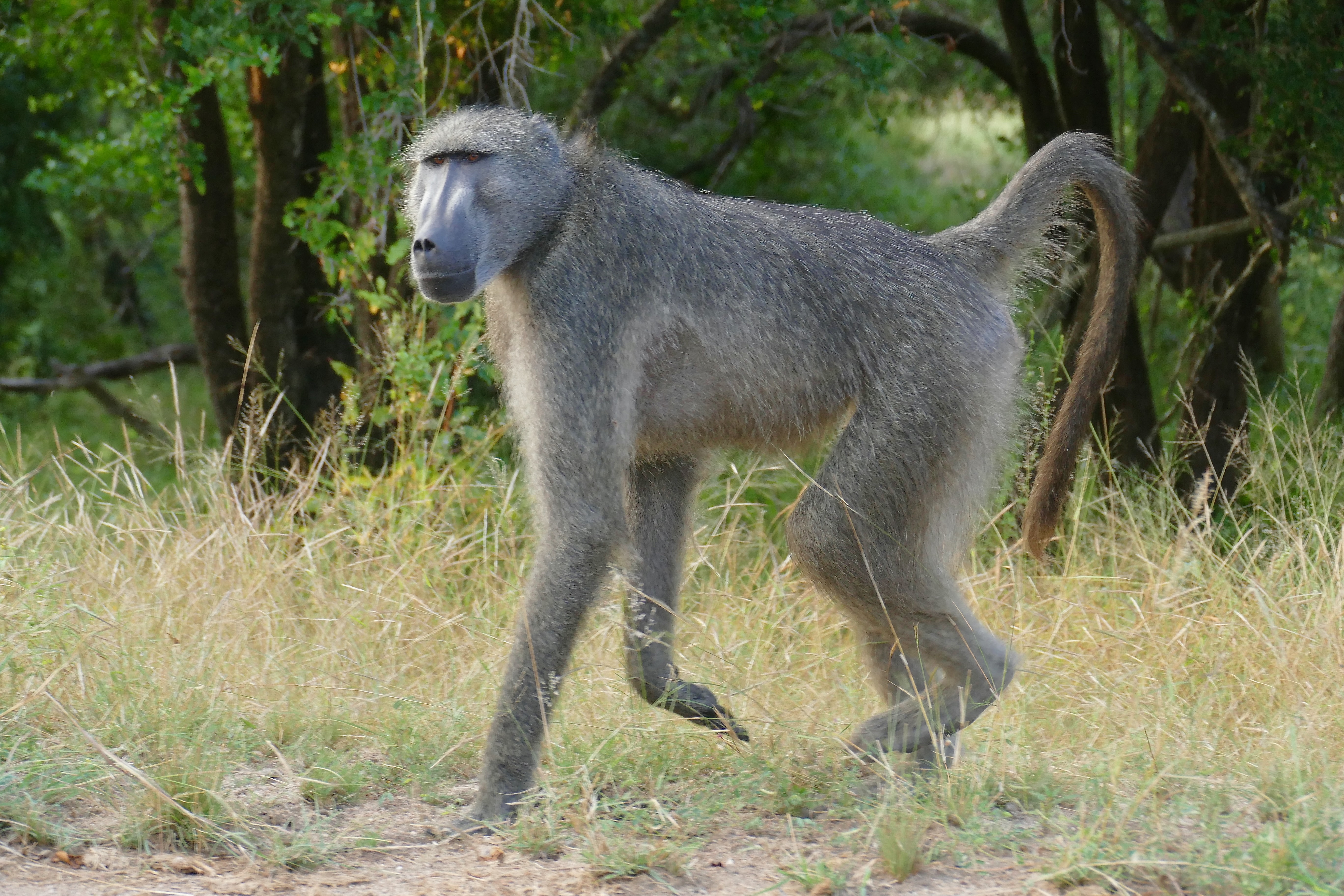
Papio ursinus

## Le babouin: une espèce en danger?
L'Union internationale pour la conservation de la nature (UICN) propose régulièrement une mise à jour de sa liste rouge des espèces en danger. Cette liste est un indicateur visant à suivre l'état de la biodiversité.
D'après la mise à jour de la liste rouge de l'UICN réalisée en 2023, les différentes espèces de babouins sont classées en catégories « quasi menacée » ou en « préoccupation mineure ». Plus précisément, en 2023, le babouin hymadyas présentait une population en augmentation, le babouin olive, le babouin kinda et le babouin jaune une population stable, le babouin chacma et le babouin de Guinée une population décroissante.

## Le babouin et l'homme

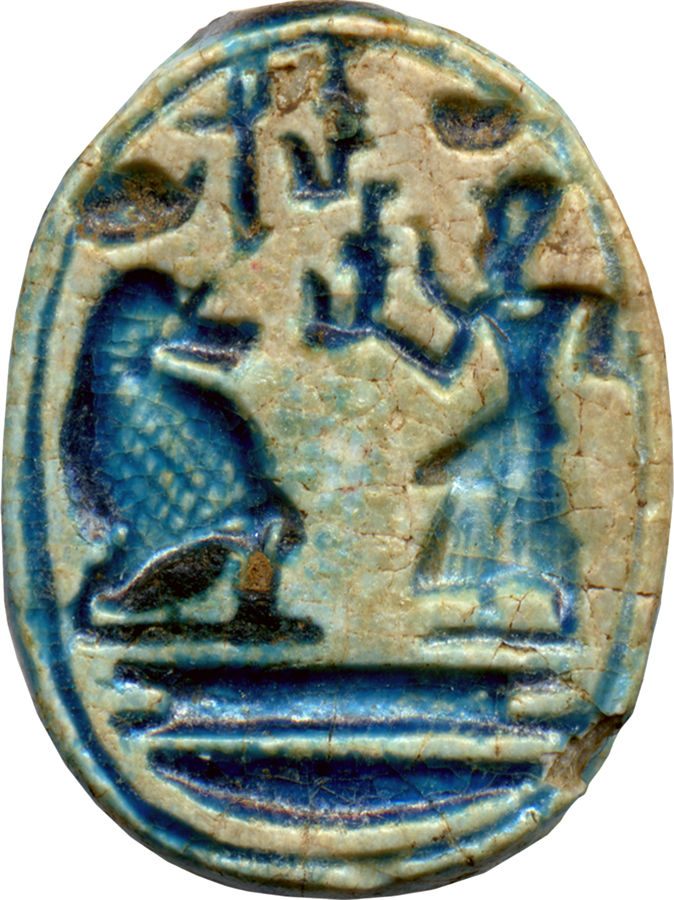
Amulette scarabée de Ramsès II représentant Thot comme un babouin assis.

Plusieurs divinités du panthéon égyptien antique étaient représentés par des babouins :
- Baba, génie de la fertilité ;
- Hâpi, divinité protectrice des poumons des morts ;
- Hedjour, divinité lunaire ;
- Hehet, la déesse babouin ;
- Iouf, groupe de singes armés gardant les tombes royales de la Vallée des Reines ;
- Qefedenou, dieu singe de Memphis.